# 선반 (가구)

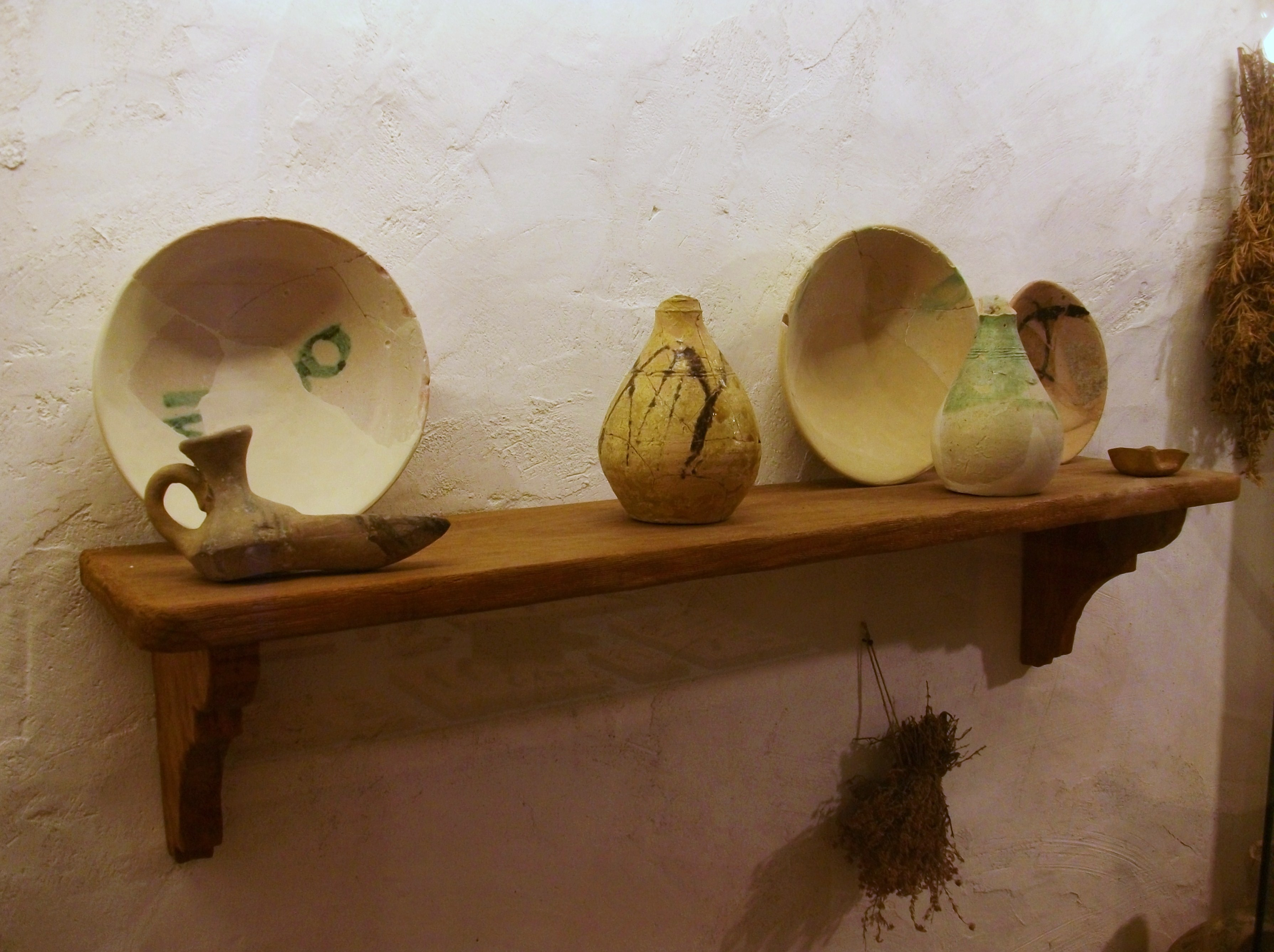

선반은 물건들을 전시하거나 보관하거나 판매용으로 제공하기 위해 가정, 기업, 가게, 또는 그 밖의 장소에 사용되는 평평한 가구이다. 땅 위에 세워져 있다. 셸프(shelf, 복수형: shelves)라고도 한다. 마운트가 가능할 수 있는, 벽에 위치할 수 있도록 설계된 테이블은 콘솔 테이블이라 불리며 개별 선반과 유사하다.

## 재료
선반은 목재, 대나무, 강철 등의 튼튼한 자재로 만들어지는 것이 일반적이며 가벼운 물건을 보관하기 위한 선반은 유리나 플라스틱으로 만들어지는 경우도 있다. DIY형 선반은 오래된 문, 색연필 책으로 만들어지기도 한다.